# 노마 (식당)

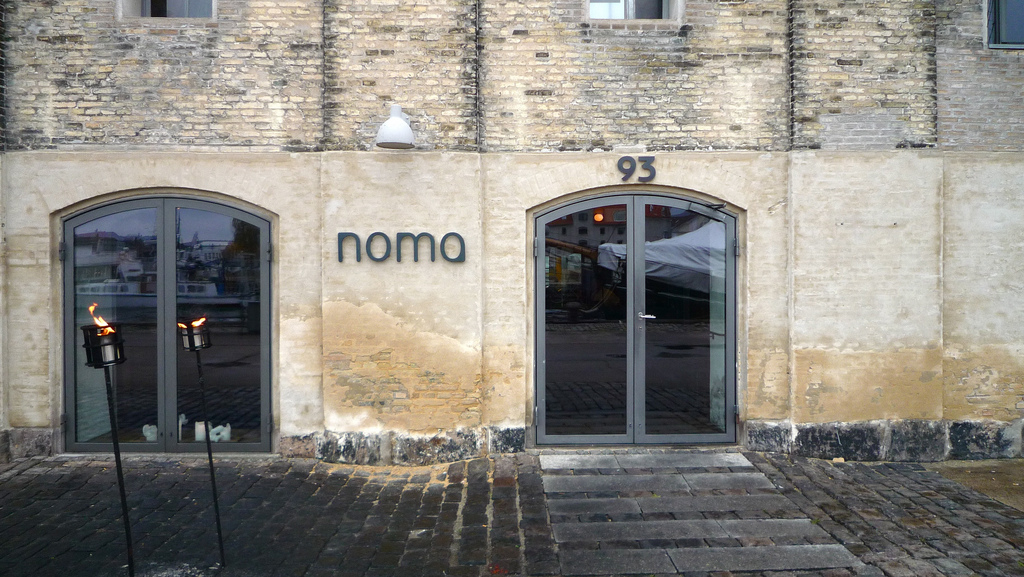
노마

노마(Noma)는 덴마크의 식당이다.

## 개요
노마 식당은 덴마크 수도 코펜하겐에 위치하고 있으며, 선적 화물을 하나로 통합하여 만들었다. 인테리어부터 식품까지 모두 천연의 간결함을 숭상하였다. 2004년 개업하였다. 외벽 곳곳이 썩어 볼품 없는 초라한 행색이라는 기사가 나왔었다. 노마 식당은 덴마크의 유일한 미슐랭 식당이다.

## 식당 특색

### 특색 요리
그는 2004년 개장한 이래 창의적인 조리법으로 수많은 찬사를 받았다.주방장은 게와 가재, 대구 등 북유럽 식재료를 이용해 특색 있는 '뉴 노르딕'요리를 만들어 냈다.세계적으로 명성을 얻다.Noma식당의 또 다른 특징은 계절 음식이다.과일 주스, 식초로 만든 소스와 국물, 신선한 야채, 허브, 향신료, 야생 식물들은 맛있는 음식에 필수적인 부분이다.

#### 국내 식재료만 사용
식당은 식재료를 수입하지 않아도 된다고 고집한다.음식점에서는 자체 조리법, 불고기, 불고기, 건조 식품을 만든다.이들은 맥주, 잼, 식초를 사용해 조미료로 만든 것으로 각각의 음식점마다 수제품을 손수 만든다.덴마크와 북유럽 제철의 신선한 식재료로만 맛있는 음식을 만든다.음식점 식재료는 주방장과 조수들이 발굴하거나 인근 유기농 농장에서 재배한다.